# Ferocen
Ferocenul, cu denumirea sistematică diciclopentadienil-fer (II), este un compus organometalic din categoria metalocenilor, cu formula Fe(C5H5)2.  După cum sugerează și numele său, este format din două inele ciclopentadienilice legate la în părți opuse de un atom central de fier divalent. Ferocenul are o structură de bipiramidă centrosimetrică, numită și structură „sandwich”. Atomul de fer este situat central, între cele două inele ciclopentadienice paralele, la egală distanță de cei zece atomi de carbon.

## Istoric

Prima notație a moleculei de ferocen, ideea originală a lui Pauson și Kealy, mai târziu dovedită a fi incorectă.

Ferocenul a fost preparat pentru prima dată din greșeală. În 1951, P. L. Pauson și  T. J. Kealy de la Duquesne University au observat reacția dintre ciclopentadienil-brom-magneziu și clorura ferică, având ca scop obținerea fulvalenei prin prin cuplarea oxidativă a dienelor. În schimb, aceștia au obținut o pudră galben-portocalie, cu o „stabilitate remarcabilă”. Spre deosebire de alți compuși organometalici obișnuiți, ferocenul este extrem de stabil. Un al doilea grup de savanți de la British Oxygen au observat, tot fără să-și dea seama, ferocenul. Miller, Tebboth și Tremaine încercau să sintetizeze amine plecând de la hidrocarburi, de exemplu folosind ciclopentadiena și amoniacul, într-o versiune modificată a procedeului Haber. Aceștia au publicat rezultatele în 1952, în ciuda faptului că cercetările au fost completate cu trei ani mai devreme. Stabilitatea noului compus organoferos obținut a fost explicată pe baza caracterului aromatic al inelelor de ciclopentadienil.
Ulterior, Robert Burns Woodward și Geoffrey Wilkinson au dedus structura ferocenului pe baza reactivității sale. În mod independent, Ernst Otto Fischer a ajuns de asemenea la concluzia că acesta are o structură „sandwich” și a început să sintetizeze alți metaloceni, precum nichelocen și cobaltocen.
Confirmarea structurii ferocenului a fost făcută prin analize spectroscopice prin rezonanță magnetică nucleară (RMN) și prin analize cristalografice de structură cu raze X. Structura distinctivă de „sandwich” a ferocenului s-a dovedit a fi de mare interes pentru chimiști, care au început să studieze compușii hidrocarburilor cu metalele blocului d, apărând astfel un nou domeniu de interes al chimiei organometalice. În 1973, Fischer de la Technische Universität München și Wilkinson de la Imperial College London au primit Premiul Nobel pentru Chimie pentru lucrările lor de pionierat în domeniul chimiei organometalice și pentru studiile legate de metaloceni.

## Obținere
Primele sinteze ale ferocenului au fost menționate aproape simultan: Pauson și Kealy au sintetizat ferocenul folosind clorura de fier (III) într-o reacție Grignard, folosind ciclopentadienil-magneziu-brom. Clorura ferică se află într-o suspensie în eter dietilic anhidru, fiind adăugată reactivului Grignard. Pentru această reacție, reactivul este preparat prin reacția dintre ciclopentadienă cu magneziu și bromoetan în benzen anhidru.
Sarea de fer (III) a fost aleasă întrucât se încerca cuplarea inelelor de ciclpentadienil pentru formarea dihidrofulvalenei, care putea trece în fulvalenă, dar în schimb printre produșii de reacție s-a numărat și ferocenul; formarea oxidativă a dihidrofulvalenei produce și fer (III), prin reducere, care la rândul său reacționează cu reactivul Grignard cu formare de ferocen:

Obținerea ferocenului prin metoda lui Miller et al.

Cealaltă sinteză timpurile a ferocenului a fost realizată de Miller et al., și presupune reacția dintre fierul metalic, peste care se trece ciclopentadienă în stare de vapori (fază gazoasă) la temperaturi ridicate (de obicei 300°C). Au fost observate, de asemenea, și metode care presupun folosirea pentacarbonilului de fier.
Fe(CO)5 + 2 C5H6(g) → Fe(C5H5)2 + 5 CO(g) + H2(g)

## Proprietăți chimice

### Substituția electrofilă
Ferocenul dă foarte multe reacții caracteristice compușilor aromatici, ceea ce oferă posibilitatea de a obține un număr mare de derivați substituiți. O reacție comună pentru ferocen este reacția Friedel-Crafts cu anhidrida acetică (sau cu clorura de acetil) în prezență de acid fosforic ca și catalizator.

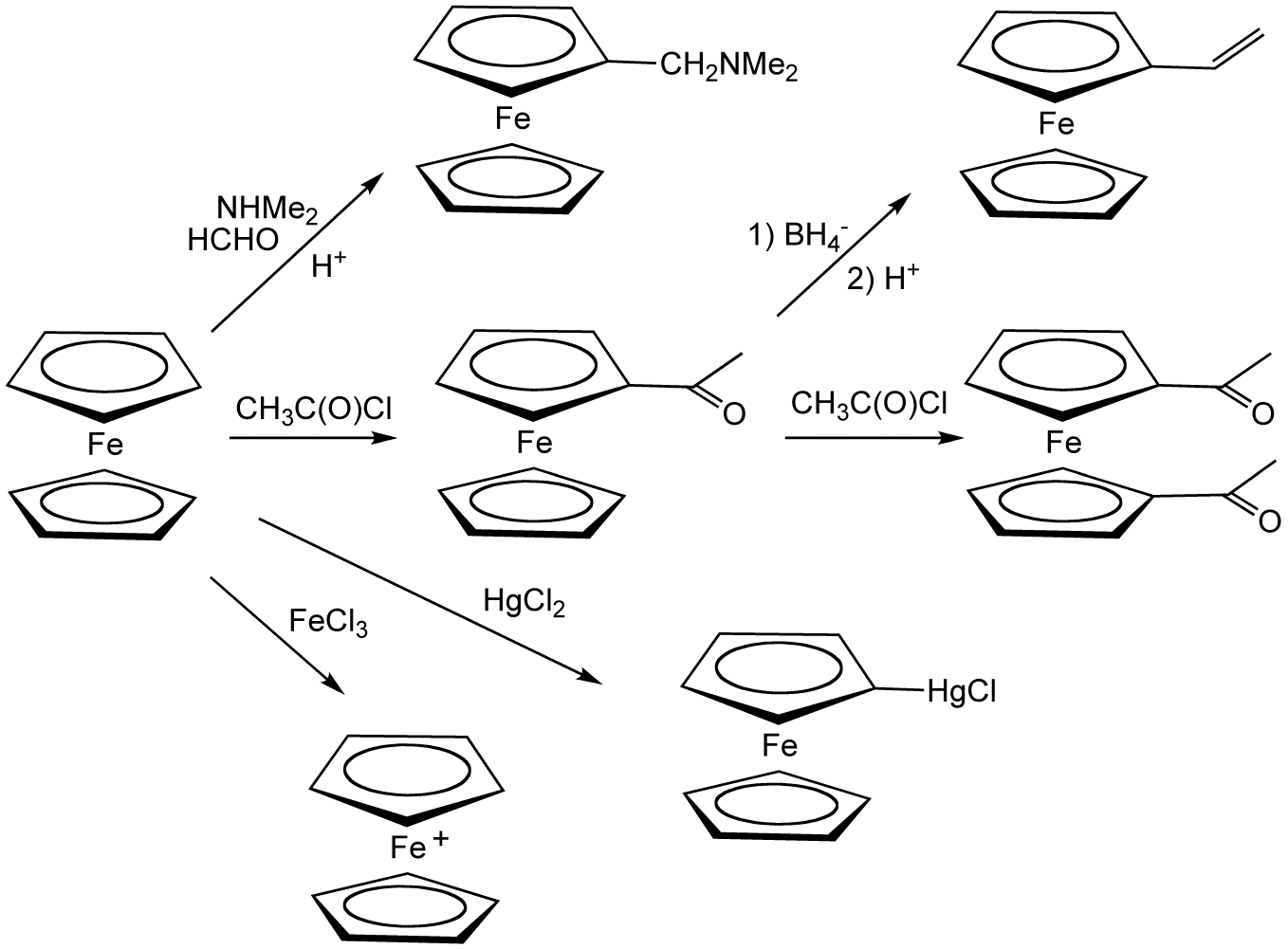
Cele mai importante reacții ale ferocenului cu electrofili și alți reactivi.

## Utilizări
Ferocenului și numeroșii săi derivați nu au aplicații la scară largă, însă există unele utilizări reduse care pun în valoarea proprietățile lor neobișnuite: ca aditivi în combustibili, în domeniul liganzilor și farmaceutic.

### Aditiv în combustibili
Ferocenului și derivații său sunt agenți antidetonanți, fiind folosiți în combustibilii pentru motoarele ce funcționează cu benzină; aceștia sunt mai siguri decât tetraetilul de plumb, care a fost folosit în trecut.

### Farmaceutice
Au fost investigați derivații ferocenului pentru posibile aplicații farmaceutice. Un singur medicament pe bază de ferocen a ajuns să fie folosit, și anume Ferroquine, un medicament antipaludic (antimalaric).